# Stezka v oblacích (Dolní Morava)
Stezka v oblacích je vyhlídková konstrukce postavená ze dřeva a oceli, která se nachází nad obcí Dolní Morava poblíž chaty Slaměnka pod vrcholem Slamníku v masivu Králický Sněžník. Objekt je v provozu od 5. prosince 2015. Autorem 55 metrů vysoké stavby je architekt Zdeněk Fránek. Stezka v oblacích se stala oblíbeným výletním cílem – během prvního roku od zahájení provozu ji navštívilo téměř 200 000 lidí.

## Technické údaje
Stavba byla postavena v nadmořské výšce 1116 m n. m. poblíž horní stanice lanovky Sněžník vedoucí z Dolní Moravy. Na vrchol stavby ve výšce 55 metrů nad úrovní terénu vede dřevěná stezka o celkové délce 710 metrů. Celá stavba je bezbariérová. Ve směru dolů lze použít 100 metrů dlouhý tobogán s okýnky, vyrobený z nerezové oceli. V nejvyšší části konstrukce se nachází tzv. kapka, což je síť nacházející se ve výšce 50 metrů nad zemí.
Pro stavbu vyhlídky bylo použito 380 t oceli (S 355 a S 460; spojovací materiál 8.8 a 10.9), 280 m³ betonu, 300 m³ modřínového dřeva pocházejícího z Rakouských Alp a 250 m³ hoblovaných hranolů (dřevo třídy GL24h).
Věž je zapuštěna až 6,5 m do skalního masivu a v případě dobrých povětrnostních podmínek unese až 4 000 lidí. V horní části je lávka zavěšená na ocelových táhlech o celkové délce 600 m.
Lávku vyprojektovala a postavila firma Taros Nova. Pro statické posouzení byl použit software Dlubal RFEM.

## Ostatní
- Téměř úplná kopie Stezky v oblacích byla postavena v roce 2017 v polském městě Świeradów-Zdrój, asi 130 km daleko.[7]